# Berger belge
Pour les articles homonymes, voir Berger (homonymie) et Belge.
Les chiens de berger belge sont une race de chien de berger.
La Nomenclature FCI le classe ainsi :
- Groupe I - Chiens de berger et de bouvier (sauf chiens de bouvier suisses) ;
- Section I - Chiens de berger avec épreuve de travail.

Physiquement, le berger belge est un lupoïde de taille moyenne à grande, de construction médioligne qui allie la puissance de son ossature et de sa musculature sèche à l'élégance générale de ses lignes et à la souplesse de ses allures.
C'est un chien vif, souvent intelligent.
Il brille dans la majorité des disciplines sportives reconnues par la SCC (agility, obéissance, ring, RCI, pistage, décombres…).
Il est souvent très proche de son maître.

## Variétés de bergers belges
Il existe quatre variétés de bergers belges :
1. Les bergers belges à poil long noir : les groenendaels[1] ;
2. Les bergers belges à poil long autres que noir (fauve, gris ou sable) : les tervuerens[2] ;
3. Les bergers belges à poil court (fauve) : les malinois[3] ;
4. Les bergers belges à poil dur (frisé) : les laekenois [4].

À l'heure actuelle, il n'existe que quatre variétés de bergers belges mais, à certaines époques, on en a compté jusqu'à dix officiellement reconnues.

## Standard du berger belge
Hauteur au garrot : elle est en moyenne de 62 cm pour les mâles et 58 cm pour les femelles.
Limites : en moins 2 cm, en plus 4 cm.
Poids : mâles environ 25-30 kg.
Femelles environ 20-25 kg.
Le nom chien de berger belge (ou berger belge) peut se référer à l'une des quatre variétés: Groenendael, Laekenois, Tervueren ou Malinois. En France, ces quatre variétés sont considérées comme appartenant à la même race.
La Fédération cynologique internationale (FCI) considère également qu'il s'agit d'une seule race.
Le American Kennel Club (AKC) ne reconnaît que le Groenendael sous le nom de « berger belge », mais reconnaît aussi le Tervuren et le Malinois comme des races à part entière.
Le Australian National Kennel Council (en) et le New Zealand Kennel Club (en) reconnaissent les quatre races distinctes. Le Club canin canadien, le Kennel Union of Southern Africa (en) et le Kennel Club (UK) (en) suivent la Fédération cynologique internationale.
Tous sont des chiens souvent intelligents, de taille générale semblable. Ils ne diffèrent que par leur robe et leur apparence.

### Santé
C'est un chien de forme carrée, robuste, cependant sujet aux troubles de dysplasie des hanches et d'épilepsie.

## Tempérament
Les bergers belges ont été sélectionnés pour leur intelligence et leur capacité à être attentifs à leur entourage. Ils sont donc souvent très sociables et supportent mal la solitude répétée. Le Berger Belge est généralement bienveillant et protecteur envers les membres de sa famille, y compris les enfants. Sa nature douce et son tempérament équilibré en font un compagnon idéal pour les plus jeunes[réf. nécessaire].

### Caractère en tant qu'animal de compagnie
Son faible poids et son tempérament alerte en font un chien d'une exceptionnelle vitalité qui demande constamment à se dépenser. Il lui faut donc un grand jardin, et une famille présente.
Dans un groupe familial, ce chien s'associe à un maître et se lie très fortement avec lui.
Les sociétés de protection utilisent beaucoup les malinois car ils sont très vifs et obéissent très bien à leurs maîtres s'ils ont été éduqués correctement.